# Barbara Abney-Hastings, XIII contessa di Loudoun
Barbara Huddleston Abney-Hastings (3 luglio 1919 – 1º novembre 2002) è stata una nobile scozzese, XIII contessa di Loudoun e membro della House of Lords.

## Biografia
Lady Loudoun era la figlia maggiore di Reginald Mowbray Chichester Huddleston e Edith Abney-Hastings, dodicesima contessa di Loudoun . Il suo unico fratello, Ian Huddleston Abney-Hastings, in stile Lord Mauchline (1918-1944), fu ucciso in Italia durante la seconda guerra mondiale, così come sorella più anziana successe nella contea nel 1960.
Lady Loudoun era un membro della Camera dei Lord fino al 1999, quando fu abolito il diritto dei pari ereditari di sedere tra i Lord. Durante il mandato, faceva parte di un partito minore e si era occupata della giustizia sociale . Abitava ad Ashby-de-la-Zouch , nel Leicestershire. Alla sua morte è stata succeduta da suo figlio maggiore.

## Antenati
Da parte di madre, discendeva da Giorgio Plantageneto, primo duca di Clarence . Altri suoi illustri antenati includono Mary Tudor, la regina di Francia ; Re Giacomo IV di Scozia; William Cecil, 1 ° barone Burghley e Alice Spencer, contessa di Derby .

## Matrimoni e figli
Lady Loudoun si è sposata tre volte:
Una prima volta con il capitano Walter Strickland Lord nel 1939. Avevano un figlio:
- Michael Abney-Hastings, XIV conte di Loudoun (1942-2012).

In seconde nozze il capitano Gilbert Frederick Greenwood nel 1945. Avevano due figli:
- Lady Selina Mary Greenwood (nata nel 1946).
- On. Frederick James Greenwood (nato nel 1949).

In terze nozze Peter Griffiths nel 1954. Hanno avuto tre figli:
- Lady Margaret Maud Abney-Hastings (nata nel 1956).
- Lady Mary Joy Abney-Hastings (1957).
- Lady Clare Louise Abney-Hastings (1958).

## Ascendenza
|                                                  |                                            |                                              | Genitori                                        |  |  | Nonni |  |  | Bisnonni |  |  | Trisnonni |  |
|                                                  |                                            |                                              |                                                 |  |  |       |  |  | …        |  |  | …         |  |
|                                                  |                                            |                                              |                                                 |  |  |       |  |  | …        |  |  | …         |  |
|                                                  |                                            | …                                            |                                                 |  |  |       |  |  | …        |  |  |           |  |
| Henry Huddleston                                 |                                            |                                              |                                                 |  |  |       |  |  | …        |  |  |           |  |
|                                                  |                                            | …                                            | …                                               |  |  |       |  |  |          |  |  |           |  |
|                                                  |                                            | …                                            | …                                               |  |  |       |  |  |          |  |  |           |  |
|                                                  |                                            | …                                            | …                                               |  |  |       |  |  |          |  |  |           |  |
| Reginald Mowbray Chichester Huddleston           |                                            | …                                            |                                                 |  |  |       |  |  |          |  |  |           |  |
|                                                  |                                            | …                                            | …                                               |  |  |       |  |  |          |  |  |           |  |
|                                                  |                                            | …                                            | …                                               |  |  |       |  |  |          |  |  |           |  |
|                                                  |                                            | …                                            | …                                               |  |  |       |  |  |          |  |  |           |  |
| Anna Katherina von Guttenberg-Steinhausen        |                                            | …                                            |                                                 |  |  |       |  |  |          |  |  |           |  |
|                                                  |                                            | …                                            | …                                               |  |  |       |  |  |          |  |  |           |  |
|                                                  |                                            | …                                            | …                                               |  |  |       |  |  |          |  |  |           |  |
|                                                  |                                            | …                                            | …                                               |  |  |       |  |  |          |  |  |           |  |
| Barbara Abney-Hastings, XIII contessa di Loudoun |                                            | …                                            |                                                 |  |  |       |  |  |          |  |  |           |  |
|                                                  | Charles Abney-Hastings, I barone Donington | Thomas Joseph Clifton                        |                                                 |  |  |       |  |  |          |  |  |           |  |
|                                                  | Charles Abney-Hastings, I barone Donington | Thomas Joseph Clifton                        |                                                 |  |  |       |  |  |          |  |  |           |  |
|                                                  | Charles Abney-Hastings, I barone Donington | Hetty Treves                                 |                                                 |  |  |       |  |  |          |  |  |           |  |
| Paulyn Francis Cuthbert Abney-Hastings           | Charles Abney-Hastings, I barone Donington |                                              |                                                 |  |  |       |  |  |          |  |  |           |  |
|                                                  |                                            | Edith Rawdon-Hastings, X contessa di Loudoun | George Rawdon-Hastings, II marchese di Hastings |  |  |       |  |  |          |  |  |           |  |
|                                                  |                                            | Edith Rawdon-Hastings, X contessa di Loudoun | George Rawdon-Hastings, II marchese di Hastings |  |  |       |  |  |          |  |  |           |  |
|                                                  |                                            | Edith Rawdon-Hastings, X contessa di Loudoun | Barbara Yelverton, XX baronessa Grey de Ruthyn  |  |  |       |  |  |          |  |  |           |  |
| Edith Abney-Hastings, XII contessa di Loudoun    |                                            | Edith Rawdon-Hastings, X contessa di Loudoun |                                                 |  |  |       |  |  |          |  |  |           |  |
|                                                  |                                            | James Grimston, II conte di Verulam          | James Grimston, I conte di Verulam              |  |  |       |  |  |          |  |  |           |  |
|                                                  |                                            | James Grimston, II conte di Verulam          | James Grimston, I conte di Verulam              |  |  |       |  |  |          |  |  |           |  |
|                                                  |                                            | James Grimston, II conte di Verulam          | Charlotte Jenkinson                             |  |  |       |  |  |          |  |  |           |  |
| Maud Grimston                                    |                                            | James Grimston, II conte di Verulam          |                                                 |  |  |       |  |  |          |  |  |           |  |
|                                                  |                                            | Elizabeth Joanna Weyland                     | Richard Weyland                                 |  |  |       |  |  |          |  |  |           |  |
|                                                  |                                            | Elizabeth Joanna Weyland                     | Richard Weyland                                 |  |  |       |  |  |          |  |  |           |  |
|                                                  |                                            | Elizabeth Joanna Weyland                     | Charlotte Gordon                                |  |  |       |  |  |          |  |  |           |  |
|                                                  |                                            | Elizabeth Joanna Weyland                     |                                                 |  |  |       |  |  |          |  |  |           |  |